# デイヴィッド・H・ケラー

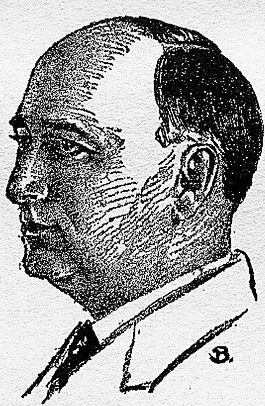

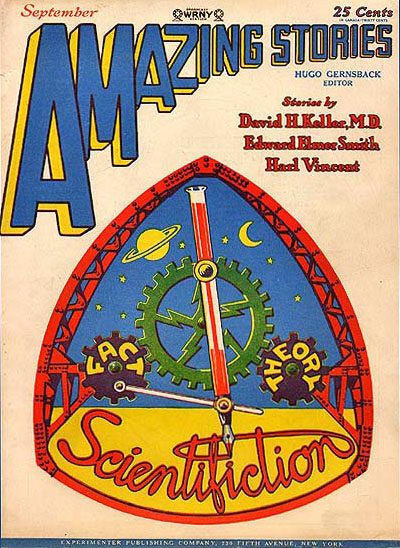
ケラーの作品が載った『アメージング・ストーリーズ』1928年9月号の表紙。表紙には他の寄稿者としてE・E・スミスらの名も見える。

デイヴィッド・H・ケラー（David Henry Keller、1880年12月23日 - 1966年7月13日）は、アメリカ合衆国の小説家。
主に20世紀中期のパルプ・マガジンにSF、ファンタジー、ホラー小説を書いた。本来は精神科医で、彼はこれらのジャンルを書いた最初の精神科医であった。作品の発表は主としてデイヴィッド・H・ケラー医師(David H. Keller, MD)名義で行なったが、他のペンネームにモンク・スミス(Monk Smith)、マシュー・スミス(Matthew Smith)、エイミー・ワース(Amy Worth)、ヘンリー・セシル(Henry Cesil)、セシリア・ヘンリー(Cecilea Henry)、ジェイコブス・ヒューベレア(Jacobus Hubelaire)などがある。

## 経歴と作品
ペンシルベニア州フィラデルフィアでドイツ系スイス人の家庭に生まれる。ペンシルベニア大学医学部を1903年に卒業。彼は、第一次および第二次世界大戦の間、神経精神科医(neuropsychiatrist)としてアメリカ陸軍医療部隊（U.S. Army Medical Corps）に所属した。また彼はパインヴィル(Pineville)のルイジアナ州立精神病院において、1928年にヒューイ・ロングの改革により解任されるまでは副院長を勤めた。
同年、ケラーは『アメージング・ストーリーズ』誌の発行人ヒューゴー・ガーンズバックに会うためニューヨーク市を訪れた。短編「健脚族の反乱」（"The Revolt of the Pedestrians"、「歩行者族の反乱」の訳題もある）は採用され、ケラーの作品は初めて商業誌に掲載された。ガーンズバックはケラーの作品の質、ユニークな見識、知性的なテーマ（これらは当時のパルプSFによく見られた、凡庸な工学的予言やおぞましい宇宙人との遭遇などのストーリーとは一線を画したものであった）を語る能力に感銘を受けた。彼はケラーを激励し、後にその独特の作品群を「ケラー譚」("keller yarns")と呼ぶようになった。
1929年、ガーンズバックは『サイエンス・ワンダー・ストーリーズ』を創刊。ケラーの作品を第一号に載せたのみならず、彼を科学担当の編集者に起用した。「サイエンス・フィクション」の語を世界で初めて使用したのは、この雑誌である。ケラーにとって『サイエンス・ワンダー』時代は執筆活動の最盛期であったが、その収入だけで家族を養ってゆくことはできず、自宅（ペンシルベニア州ストラウズバーグ Stroudsburg）とは別の場所で精神科の医院を経営した。

## 作風・評価
ケラーの作品中では時として右翼的な見解が呈されている（書誌学者のエヴリット・ブライラーは彼を「超保守的なイデオロギー」の持ち主と評している）。特にフェミニストとアフリカ系アメリカ人への敵意は顕著である。
彼の作品には、古びてしまったものや、あまりに単純で紋切り型であったため打ち捨てられた物も存在する。しかし多くは未来における技術の波及効果や、当時としてはタブーであった問題（例えばバイセクシャル）を扱っており、現代的であった。ケラーの作品が確立した複雑さは、同時代のパルプSFの大半から抜きん出ており、後のSF黄金時代に実現された「SF文学」の名に恥じないレベルであった。
またケラーは多くのホラーやファンタジー小説も書いている。批評家の中にはそれらの作品を彼のSF小説よりも優れていると見なす者もいる。最も著名なものは、1932年のホラー短編「地下室の怪異」（"The Thing In The Cellar"、「地下室のなか」「地下室になにが」の訳題もある）である。ケラーには「コーンウォール物語」("Tales of Cornwall")と題された10編のファンタジーシリーズもある。これはヒューベレア(Hubelaire)という一族を描いた作品で、ジェイムズ・ブランチ・キャベル(James Branch Cabell)の影響の下に創作された。「コーンウォール物語」の一編「蟾蜍の城」(The Battle of the Toads)は、佐藤正明の訳により、『ミステリマガジン』1972年5月号(No.193)に収載されている。
1956年頃から、日本にクトゥルフ神話が伝わり、その後1990年代後半の18禁PCゲームの隆盛の中においてはホラーモノの定番のモチーフの一つとして用いられ、現在では、クトゥルフ神話及びその独自解釈、はてはパロディーや女体化させた萌え系作品等様々な要素を含んだ作品が数々生まれているが、クトゥルフを女体化させた最古の作品は、1949年にケラーによって発表された「最終戦争」（The Final War）が最古である。

## 作品リスト

### 長編小説
- (1929) The Conquerors
  - 『サイエンス・ワンダー・ストーリーズ』 1929年12月・30年1月
- (1929) The Human Termites
  - 『サイエンス・ワンダー・ストーリーズ』 1929年9・10・11月
- (1930) The Evening Star
  - 『サイエンス・ワンダー・ストーリーズ』 1929年4・5月
- (1931) The Time Projector
  - 『ワンダー・ストーリーズ』1931年8・9月
- (1932) The Metal Doom
  - 『アメージング・ストーリーズ』 1932年5・6・7月
- (1934) Life Everlasting
  - 『アメージング・ストーリーズ』 1934年7・8月
- (1940) The Devil and the Doctor
- (1948) The Abyss
- (1949) The Eternal Conflict
- (1949) The Homunculus
- (1950) The Lady Decides

### 日本語訳された短編集
（下記2冊の内容については下の外部リンクを参照。）
- 『アンダーウッドの怪』 Tales from Underwood （訳：仁賀克雄、国書刊行会アーカム・ハウス叢書）
- 『頭脳の図書館』 The Cerebral Library （訳：広田豊彦、SF資料研究会ハードSFブックス1）